# Nyodes superior
Nyodes superior là một loài bướm đêm trong họ Noctuidae.